# Sovrani del Brasile
I sovrani del Brasile furono i regnanti del Brasile, prima come regno unito al Portogallo nel Regno Unito di Portogallo, Brasile e Algarves dal 1815 al 1822, e successivamente come Stato sovrano ed indipendente, l'Impero del Brasile dal 1822 al 1889, anno in cui fu proclamata la Repubblica.

## Storia
Prima del 1815 il Brasile era una colonia del Regno del Portogallo. Perciò dall'arrivo dei portoghesi nel 1500, quando il territorio venne rivendicato dalla corona portoghese, al 1815, quando venne creato il Regno del Brasile ed i legami coloniali vennero formalmente aboliti in favore di un'unione politica con il Portogallo, i sovrani del Portogallo regnarono sul Brasile.
Durante il periodo coloniale, dal 1645 in poi, l'erede al trono portoghese riceveva il titolo di principe del Brasile. Nel 1817, come conseguenza della creazione del Regno Unito di Portogallo, Brasile e Algarves, il titolo dell'erede al trono venne cambiato in principe reale.
Il Brasile ebbe due sovrani durante l'epoca del Regno Unito: la regina Maria I (1815-1816) ed il re Giovanni VI (1816-1822). Quando, nel 1815, venne proclamato il Regno Unito, la regina Maria I era da lungo tempo afflitta da una grave malattia mentale, e quindi l'impero portoghese veniva governato dal figlio Giovanni, futuro Giovanni VI, come reggente.
Come nazione indipendente, il Brasile ebbe due sovrani: gli imperatori Pietro I (1822-1831) e Pietro II (1831-1889). 
Durante il periodo imperiale re Giovanni VI del Portogallo detenne per un breve periodo il titolo onorifico di imperatore titolare del Brasile, secondo le clausole del trattato di Rio de Janeiro del 1825 con il quale il Portogallo riconosceva l'indipendenza alla sua ex colonia. Il titolo di "imperatore titolare" era a vita e si estinse alla morte del possessore. Giovanni VI detenne il titolo imperiale solo per pochi mesi, dalla ratificazione del trattato nel novembre 1825 alla sua morte nel marzo 1826. Durante questi mesi però il titolo imperiale di Giovanni era puramente onorifico, in quanto l'imperatore Pietro I rimase l'unica vera ed effettiva guida del neonato impero brasiliano.
Nel 1889 la monarchia venne abolita da un colpo di Stato militare che trasformò il Brasile in una repubblica.

## Sovrani del Regno Unito di Portogallo, Brasile e Algarves (1815-1822)
Per i loro predecessori si rimanda alla voce Sovrani del Portogallo.

### Braganza
| Ritratto | Nome (nascita–morte)                         | Regno            | Regno                          | Matrimoni                                                              | Note                                                                      |
| Ritratto | Nome (nascita–morte)                         | Inizio           | Fine                           | Matrimoni                                                              | Note                                                                      |
| -------- | -------------------------------------------- | ---------------- | ------------------------------ | ---------------------------------------------------------------------- | ------------------------------------------------------------------------- |
|          | Maria I (17 dicembre 1734 – 20 marzo 1816)   | 16 dicembre 1815 | 20 marzo 1816                  | Pietro III del Portogallo quattro figli e tre figlie (vedova dal 1786) | Fu solo regina titolare, mentre suo figlio Giovanni era Principe Reggente |
|          | Giovanni VI (13 maggio 1767 – 26 marzo 1826) | 20 marzo 1816    | 7 settembre 1822 (deposizione) | Carlotta Gioacchina di Spagna tre figli e sei figlie                   | Figlio di Maria I                                                         |

## Imperatori del Brasile (1822-1889)

### Braganza
| Ritratto | Nome (nascita–morte)                           | Regno           | Regno                          | Matrimoni                                                                                                   | Note                                                                      |
| Ritratto | Nome (nascita–morte)                           | Inizio          | Fine                           | Matrimoni                                                                                                   | Note                                                                      |
| -------- | ---------------------------------------------- | --------------- | ------------------------------ | --- | ------------------------------------------------------------------------- |
|          | Pietro I (12 ottobre 1798 – 24 settembre 1834) | 12 ottobre 1822 | 7 aprile 1831 (abdicazione)    | (1) Maria Leopoldina d'Austria tre figli e quattro figlie (2) Amelia di Leuchtenberg-Beauharnais una figlia | Figlio di Giovanni VI; fu anche re del Portogallo come Pietro IV nel 1826 |
|          | Pietro II (2 dicembre 1825 – 5 dicembre 1891)  | 7 aprile 1831   | 15 novembre 1889 (deposizione) | Teresa Cristina delle Due Sicilie due figli e due figlie                                                    | Figlio di Pietro I                                                        |